# Michaël
Michaël of Michael is een mannelijke voornaam en is Hebreeuws voor "Wie is als God". De vrouwelijke vorm is Michelle, Michaëla of Michaela. Het is oorspronkelijk de naam van de aartsengel Michaël.
Andere vormen zijn Michiel, Machiel, Mikael, Giel, Giele en Chiel (Nederlands), Michel (Frans), Michele (Italiaans), Miguel (Spaans), Misha of Micha (Slavisch), Mick, Mike (Engels), Maaikel, Maikel en Maik (fonetisch Engels). In Oost-Europa is de naam Michail in gebruik, in Griekenland Michali(s) Roemenië Mihai en Mihaela en in Turkije Mikail.

## Naamdagen
- 9 februari: Michaël Febres Cordero (1854-1910), Spaans heilige
- 29 september: de aartsengelen Michaël, Rafaël en Gabriël

## Dragers van de naam of een variant ervan

### Mannen

#### Heersers en adel
- Michaël Korybut Wiśniowiecki (1640-1673), koning van Polen en grootvorst van Litouwen, 1669-1673
- Michael van Kent (1942), Brits adellijk figuur (zoon van prins George van Kent)

Tsaren van Bulgarije
- Boris I "Michaël" van Bulgarije (?-907), 853-889
- Michaël II Asen (ca. 1238/41-1256), 1246-1256
- Michaël III Sjisjman (na 1280-1330), 1323-1330

Keizers van Byzantium
- Michaël I Rangabe (?-845), 811-813
- Michaël II Psellos (?-829), 820-829
- Michaël III (840-867), 842-867
- Michaël IV Paphlagon (1010-1041), 1034-1041
- Michaël V Kalaphates (ca. 1015-1042), 1041-1042
- Michaël VI Stratiotikos (?-1059), 1056-1057
- Michaël VII Doukas (1059-1078), 1071-1078
- Michaël VIII Palaiologos (1224/5-1282) 1261-1282
- Michaël IX Palaiologos (1278-1320), 1294-1320

Patriarchen van Antiochië
- Michaëlis van Antiochië (?-890), 879-890 (van het Grieks-orthodoxe patriarchaat)
- Michaëlis III (?-1410), 1401-1410 (idem)
- Michaëlis IV (?-1476), 1454-1476 (idem)
- Michaëlis V (?-1541), 1523-1541 (idem)
- Michaëlis VI (?-1581), 1577-1581 (idem)
- Michaël I de Grote (1126-1199), 1166-1199 (van het Syrisch-orthodoxe patriarchaat)
- Michaël II (?-1312), 1292-1312 (idem)
- Michaël III Yeshu (?-1349), 1312-1349 (idem)

Despoten van Epirus
- Michaël I Komnenos Doukas (ca. 1175/80-1214), 1204-1214
- Michaël II Komnenos Doukas (?-1266/8), 1230-1266/8

Vorsten en adel van Portugal
- Michaël I van Portugal (1802-1866), 'de Traditionalist', koning van Portugal, 1828-1834
- Michaël (II) van Bragança (1853-1927), Portugese prins
- Michaël van Asturias (1498-1500), infante van Portugal
- Michaël van Lafões (1699-1724), adellijk figuur (bastaardzoon van Peter II)
- Michaël van Viseu (1878-1923), infante van Portugal

Vorsten van Roemenië
- Michaël de Dappere (1558-1601), Roemeense held, vorst van Walachije (1593-1601), Transsylvanië (1599-1600) en Moldavië (1600)
- Michaël I van Roemenië (1921), laatste koning van Roemenië (1927-1930 en 1940-1947)

Vorsten van Rusland
- Michaël van Tver (1271-1319), vorst van Tver (1285-1319) en grootvorst van Vladimir (1304-1319)
- Michaël van Vladimir (?-1176), vorst van Tortsjesk (midden jaren 1160-1173), Vladimir en Suzdal (1175-1176) en grootvorst van Kiev (1171)
- Michaël I van Rusland (1596-1645), tsaar van Rusland (eerste Romanov), 1613-1645
- Michaël (II) Aleksandrovitsj Romanov (1878-1918), (onofficieel) laatste tsaar van Rusland, 1918

Vorsten van Servië
- Mihailo I Vojislavljević (??), grootžupan (1050-1077) en koning van Dioclitië (1077-1081)
- Mihailo II (??), koning van Dioclitië met broer Dobroslav II, 1101-1102
- Mihailo III (??), koning van Dioclitië, 1162-1186

- Michaël III Obrenović (1823-1868), vorst van Servië, 1839-1842 en 1860-1868

#### Overige personen
- Michael Ballack, Duits voetballer
- Michail Boelgakov, Russisch schrijver
- Michael Boogerd, Nederlands wielrenner
- Michael Bublé, Canadese zanger
- Michiel de Swaen, Zuid-Nederlands 'chirurgijn' en rederijker
- Michael Degiorgio, Maltees voetballer
- Michael Douglas, Amerikaans acteur
- Michael Faraday, Brits wetenschapper
- Michael Gambon, Brits acteur
- Michael van Gerwen, Nederlands darter
- Michaël Goossens, Belgisch voetballer
- Michail Gorbatsjov, laatste president van de Sovjet-Unie
- Michael Hilgers, Duits hockeyer
- Michael Jackson, Amerikaans zanger
- Michael Jackson (bierkenner), Brits bier- en whiskykenner
- Mick Jagger, Brits zanger
- Michael Jordan, Amerikaans basketballer
- Michiel van Kempen, Nederlands schrijver en literatuurhistoricus
- Michael Kiske, Duits zanger
- Michail Koetoezov, Russisch veldmaarschalk
- Michail Lermontov, Russisch schrijver
- George Michael, Engels zanger
- Shawn Michaels, Amerikaans worstelaar
- Michel Platini, Frans voetballer
- Michael Preetz, Duits voetballer
- Michael Rosen, Brits schrijver
- Mickey Rosenthal, Israëlisch journalist en politicus
- Michiel de Ruyter, Nederlands admiraal
- Michael Schumacher, Duits F1-coureur
- Michael Skelde, Deens wielrenner
- Michael Smith, Engels darter
- Michiel Veenstra, Nederlands radio-dj
- Michail Vroebel, Russisch kunstschilder
- Michael Moore, Amerikaans schrijver, tv- en filmmaker
- Miguel Indurain, Spaans wielrenner
- Michael Goolaerts, Belgisch wielrenner
- Mike Mohede, Indonesisch zanger, beter bekend als "Mike"
- Mike Rodgers, Amerikaans sprinter
- Mike Zonneveld, Nederlands voetballer

### Vrouwen
- Michaëlla Krajicek, Nederlands tennisster